# Treehouse of Horror XXX
«Treehouse of Horror XXX» (с англ. — «Домик ужасов на дереве XXX») — четвёртая серия тридцать первого сезона мультсериала «Симпсоны». Впервые вышла 20 октября 2019 года в США на телеканале «Fox».

## Сюжет

### Вступление
У Гомера и Мардж рождается мальчик. Поскольку Гомер не хочет ещё одного сына, они обменивают его на девочку ― Мэгги.
Дома она демонстрирует сатанинские силы и мучает семью и других жителей Спрингфилда. Нед Фландерс решает избавиться от зла, и приносит Мэгги в жертву в Первой церкви Спрингфилда, но Гомер и Мардж останавливают его. Однако, Нед показывает им «знак зверя» на голове девочки ― число 666.
Затем Мэгги убивает всех троих, и появляется название «Treehouse of Horror XXX». На голове у Мэгги проявляется полная надпись: «episode 666 or 667 if Fox changes the schedule» (с англ. — «666-й эпизод, или 667-й, если «Fox» изменит расписание»).

### Danger Things (сангл.—«Опасные дела»)
Пародия на «Очень странные дела». 1980-е годы. Милхауса похищает Демогоргон. Обеспокоенный Кирк начинает сходить с ума, и создаёт устройство связи со световым алфавитом, чтобы розыскать своего сына. Устройство действительно работает, когда Милхаус, находясь в измерении «Под низом», использует алфавит, чтобы отправить сигнал SOS.
Затем Милхаус звонит в дом Симпсонов, но, когда Лиза говорит, что не любит его, мальчик кладёт трубку. Лиза идёт в торговый центр, чтобы найти Барта и Нельсона. Она говорит им, что Милхаус всё ещё жив и находится в другом измерении; Барт не осознаёт этого, пока Милхаус не появляется в игре, в которую Барт играл.
Они решают заручиться помощью профессора Фринка. Используя устройство сенсорной депривации Лиза (неудачно сбрив чёлку) отправляется в «Под низом».
Лиза быстро находит Милхауса в другом измерении. Во время побега они находят альтернативную версию Спрингфилда, полную Демогоргонов. Лиза и Милхаус окружены Демогоргонами, поэтому Лиза использует свои скрытые телекинетические силы, чтобы избавиться от существ. В конце концов, их спасает Гомер, который работает на секретную правительственную программу мистера Бёрнса по поиску монстров. Гомер, однако, сообщает им, что они навсегда заперты в новом измерении. Лиза приходит в ужас, пока Демогоргон не сообщает, что «Под низом» есть доступное жильё и отличные школы, а также местные магазины и рестораны. Обладая этой новой информацией, Симпсоны решают жить «Под низом»…

### Heaven Swipes Right (сангл.—«Небу понравилось»)
Пародия на фильм «Небеса могут подождать». На стадионе «Спрингфилдских Атомом» Гомер с друзьями наблюдают за матчем команд Спрингфилда и Шелбивилля. Когда толпа начинает кричать «души» в сторону соперника «Атомов», Гомер давиться хот-догом и умирает. Прибыв на Небеса, Гомер узнаёт, что Бог продал Небеса Google, и, что Гомер умер раньше своего времени. Однако, эго не могут отправить обратно на Землю в его теле из-за разложения. Поэтому Гомеру даётся возможность жить в теле человека, который должен был умереть в тот день. Гомер выбирает тело футболиста, которого таки задушили на матче.
Он возвращается к Мардж, которой нравится новое тело, но Гомер портит его за одну ночь, переедая. Барт и Мардж убеждают его попробовать суперинтенданта Чалмерса в качестве следующего тела. Всё хорошо до тех пор, пока Гомер не узнаёт, как мало он зарабатывает. Гомер снова меняет своё тело…
Раздражена, Мардж заставляет мужчину выбрать одно тело и перестать перевоплощаться. Он выбирает человека, который любит Мардж так же сильно, как и он — Мо. Впоследствии, Мо оказывается в теле Мэгги, и сообщает «маме», что хочет есть…

### When Hairy Met Slimy (сангл.—«Когда Лохматая встретила Скользкого»)
Пародия на фильм «Форма воды». На Спрингфилдской АЭС Сельма входит в зону с максимальной степенью защиты, чтобы украдкой покурить. Она попадает в лабораторию, где встречает Кэнга, и они влюбляются друг в друга. Из-за предложения Кэнга раскрыть секрет чистой природной энергии, мистер Бёрнс хочет вскрыть его.
Влюблённые решают сбежать в далёкую галактику с помощью Гомера. Сельма и Гомер уводят Кэнга в мусорном контейнере, но Бёрнс находит их. Кэнг откусывает Смитерсу голову и нокаутирует Бернса, а Барни увозит троицу на своей машине на гору Спрингфилд. Бёрнс и военные следуют за ними, но в его водителя стреляют. По прибытии на гору беглецы думают, что они в безопасности. Однако происходит стрельба, в результате которой Сельму ранят в живот. Затем Канг вытаскивает Перчатку Бесконечности, чтобы уничтожить всех военных и Бёрнса (последнего бьёт консервной банкой). Канг исцеляет Сельму и говорит ей, что он беременен.
Вскорее на космическом корабле прибывает Кодос. Когда приходит Пэтти, возражая, что Сельма и Кэнг слишком разные по знакам зодиака. Пэтти умоляет сестру не улетать, но влюбляется в Кодос.
В конце концов, они улетают на планету медового месяца в «прохладное» время года, при температура составляет 4000 °F.
В конце серии покадрово показаны все 30 «Домиков ужасов» и все 666 серий «Симпсонов».

## Культурные отсылки и интересные факты
- Вступление является пародией на фильм «Омен»[2].
- Серия является юбилейным, тридцатым, «домиком ужасов» и одновременно стала 666 серией мультсериала[1].
- Во вступлении прежде, чем открыть число 666 ― «знак зверя» ― Фландерс открывает изображения Микки Мауса, что является отсылкой к приобретению «The Walt Disney Company» компании «20th Century Fox» в 2018 году[2].
  - Надпись «666-й эпизод, или 667-й, если „Fox“ изменит расписание» является отсылкой к факту, что часто серии мультсериала меняют дату или порядок выхода из-за непредсказуемого эфира канала «Fox». Иронично, в октябре 2020 года, за день до выхода серия «Treehouse of Horror XXXI» была перенесена на 2 недели из-за бейсбольной игры.
- Первая часть эпизода является пародией на сериал «Очень странные дела».
- Вторая часть эпизода является пародией на фильм «Небеса могут подождать» 1978 года.
- Третья часть эпизода является пародией на фильм «Форма воды».
- Название третьей части является отсылкой к фильму «When Harry Met Sally…» (с англ. — «Когда Гарри встретил Салли») 1989 года[1].

## Отзывы
Во время премьеры на канале «Fox» серию просмотрели 5,42 млн человек с рейтингом 2.0, что сделало его самым популярным шоу на канале «Fox» в ту ночь, и третьим — среди всех каналов.
Деннис Перкинс из «The A.V. Club» дал эпизоду оценку B-, сказав, что серия — «всего лишь хриплый ежегодный показ ужасов „Симпсонов“».
Тони Сокол из «Den of Geek» дал эпизоду четыре с половиной из пяти звёзд, сказав, что «все три истории серии были равноценно забавными, хотя лучшая из них — это небольшая дань уважения к „Омену“ в открытии».
В то же время, обозреватель издания «Frightday» был неприятно поражён: «Трудно критиковать более позднюю серию „Симпсонов“, чтобы не выглядеть как старик, кричащий на облако [гэг из серии „The Old Man and the Key“], но этот выпуск был большим разочарованием».